# 摸金校尉

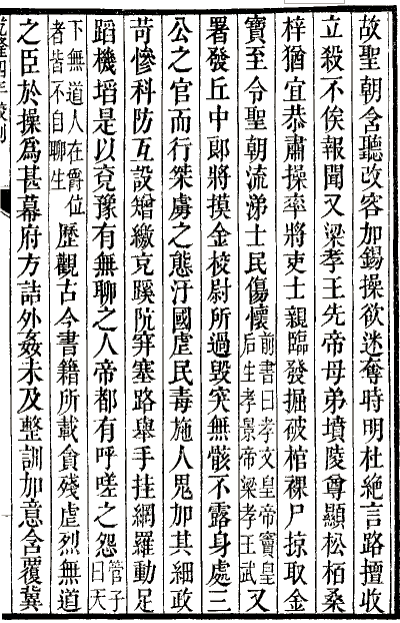
《武英殿二十四史·后汉书·袁绍刘表列传上》中提到摸金校尉

摸金校尉是中国古代盗墓者的一個稱呼。东汉末年三国时期，袁紹將與曹操相爭，陳琳奉袁紹之命撰寫檄文，文中提及当时魏军的领袖曹操，为了弥补军饷不足，特別设立发丘中郎將、摸金校尉等军衔，专司盗墓取财，贴补军用。
但因檄文具有貶低對手，強化自己正當性的特質，內容是否真與史實相符，甚難考據。

## 起源
曹操因軍費困難，設“發丘中郎將”、“摸金校尉”等職，發兵盜掘永城芒碭山（今河南商丘永城芒碭山）的漢梁孝王之墓。
袁绍的幕僚陈琳起草讨曹“檄文”：
“梁孝王，先帝母弟，坟陵尊显，松柏桑梓，犹宜恭肃。操率将吏士，亲临发掘，破棺裸尸，至今圣朝流涕，士民伤怀。又署发丘中郎将、摸金校尉，所过毁突，无骸不露。”——陳琳討曹「檄文」，
清末，杨守敬、熊会贞《水经注疏》记载：“操发兵入砀，发梁孝王冢，破棺，收金室数万斤。”
魯迅說，“曹操設了‘摸金校尉’之類的職員，專門盜墓”。

## 授予
- 刘宋前废帝设置此官，授予山阳王刘休祐[3]

## 内部组织
曹操之时，摸金校尉乃从正规的军事编制。

## 流行文化
摸金校尉是中国当代网路小说《鬼吹灯》所突出描写的门派。故事的主人公都是属于该门派的人物。

## 相關影視
- 寻龙诀

## 外部連結
- 『摸金校尉』可能只是一句戲言是陳琳杜撰嘲諷曹操的言辭 （页面存档备份，存于）